# Hạ viện România
Hạ viện România (tiếng Romania: Camera Deputaților) là hạ viện của Nghị viện România. Hạ viện gồm 329 đại biểu được bầu theo biểu quyết phổ biến trực tiếp tại các khu vực bầu cử một thành viên sử dụng đại diện tỷ lệ thành viên hỗn hợp (tại các cuộc bầu cử tiếp theo sử dụng đại diện tỷ lệ danh sách đảng kín) để phục vụ nhiệm kỳ bốn năm. Ngoài ra, tổ chức của mỗi dân tộc thiểu số được quyền có một ghế trong Phòng (theo giới hạn rằng một thiểu số quốc gia chỉ được đại diện bởi một tổ chức).

## Lãnh đạo và cơ cấu

### Bảng thường trực
Văn phòng thường trực (Biroul Permanente) là cơ quan được bầu bởi các đại biểu để cai quản Phòng. Bao gồm một tổng thống, bốn phó chủ tịch, bốn thư ký và bốn ủy viên, bàn luôn do thị trưởng đứng đầu, người được bầu vào mỗi cơ quan lập pháp (thường là bốn năm một lần), cũng như các thành viên khác sáng tác.

### Hoa hồng
Hiện nay, Phòng đại biểu có 22 ủy ban thường trực. 
| Hoa hồng                                                                | Tổng thống            | Nhóm             | Từ                   |
| ----------------------------------------------------------------------- | --------------------- | ---------------- | -------------------- |
| Ủy ban về chính sách kinh tế, cải cách và tư nhân hóa                   | Cỏ Horia              | Psd              | 17 tháng 2 năm 2015  |
| Ủy ban ngân sách, tài chính ngân hàng                                   | Viorel Ştefan         | Psd              | 17 tháng 9 năm 2014  |
| Ủy ban Công nghiệp và Dịch vụ                                           | Iulian Iancu          | Psd              |                      |
| Ủy ban Giao thông và Hạ tầng                                            | Mihai Lupu            | NLP              | 10 tháng 2 năm 2014  |
| Ủy ban Nông nghiệp, Lâm nghiệp, Công nghiệp Thực phẩm và Dịch vụ Cụ thể | Nini Săastaaru        | NLP              | 9 tháng 9 năm. 2010  |
| Ủy ban Nhân quyền, Giáo phái và Dân tộc thiểu số                        | Nicolae Păun          | Dân tộc thiểu số |                      |
| Ủy ban hành chính và kế hoạch                                           | Marin Almăjanu        | NLP              |                      |
| Ủy ban về cân bằng môi trường và sinh thái                              | Carmen Moldovan       | Psd              | 5 tháng 2 năm 2014   |
| Ủy ban bảo hộ lao động và xã hội                                        | David Solomon         | Psd              | 17 tháng 2 năm 2015  |
| Ủy ban Y tế và Gia đình                                                 | Corneliu-Florin Buicu | Psd              | 17 tháng 2 năm 2015  |
| Ủy ban Giáo dục, Khoa học, Thanh niên và Thể thao                       | Di-ca-ri-a            | Psd              | 3 tháng 3 năm 2015   |
| Ủy ban Văn hóa, Nghệ thuật và Truyền thông đại chúng                    | Gigel-Sorinel Ştirbu  | NLP              | 4 tháng 3 năm 2014   |
| Ủy ban pháp lý về kỷ luật và miễn trừ                                   | Liviu-Bogdan Ciucă    | PC-PLR           |                      |
| Ủy ban Quốc phòng, Trật tự Công cộng và An ninh Quốc gia                | Ion Mộcioalcă         | Psd              |                      |
| Ban chính sách đối ngoại                                                | László Borbély        | UDMR             |                      |
| Ủy ban Điều tra Lạm dụng, Tham nhũng và Đơn khởi kiện                   | Người đàn ông Mircea  | NLP              | 3 tháng tư. 2013     |
| Ủy ban điều tiết                                                        | Di cư Gheorghe        | Psd              | 27 tháng 122013      |
| Ủy ban công nghệ thông tin và truyền thông                              | Daniel Vasile Oajdea  | Sở DP            | 10 tháng 3 năm 2015  |
| Hoa hồng cho cơ hội bình đẳng giữa phụ nữ và nam giới                   | Ştefan-Petru Dalca    | Sở DP            |                      |
| Ủy ban Cộng đồng Rumani ở nước ngoài                                    | Mircea Lubanovici     | NLP              | 10 tháng 9 năm. 2013 |
| Ủy ban các vấn đề châu Âu                                               | Ana Birchall          | Psd              | 3 tháng 2 năm 2015   |